# ジェファーソン郡 (ニューヨーク州)
ジェファーソン郡（英: Jefferson County）は、アメリカ合衆国ニューヨーク州の北西部に位置する郡である。人口は11万6721人（2020年）。郡庁所在地はウォータータウンであり、同郡で人口最大の都市である。郡名は第3代アメリカ合衆国大統領トーマス・ジェファーソンに因んで名づけられた。ジェファーソンは郡が設立された1805年に現職大統領だった。西はオンタリオ湖に接しており、カナダ＝アメリカ合衆国国境の南東に位置する。

## 歴史
1683年にニューヨーク植民地で郡が作られたとき、現在のジェファーソン郡地域はオールバニ郡に属していた。これは巨大な郡であり、ニューヨーク州北部とバーモント州の全てを含んでおり、さらに理論的には西の太平洋岸まで広がっていた。1766年7月3日に、カンバーランド郡を分離し、1770年3月16日にグロスター郡を分離したが、どちらも現在はバーモント州に含まれている。
1772年3月12日、オールバニ郡の残りが3つに分割され、1つはオールバニ郡の名前で残った。1つは西部に作られたトライアン郡だった。トライアン郡の東部境界は現在のスケネクタディ市の西約5マイル (8 km) にあり、アディロンダック山地の西側と、デラウェア川西支流より西の領域を含んでいた。トライオン郡に指定された地域には現在のニューヨーク州37郡が入っている。ニューヨーク植民地総督のウィリアム・トライアンに因んで名付けられた。
1776年に先立つ年に、トライアン郡のロイヤリストは大半がカナダに逃亡した。1784年、アメリカ独立戦争を終わらせた条約締結に続いて、トライアン郡はモンゴメリー郡に改名された。これは独立戦争時の将軍リチャード・モントゴメリーに因む命名だった。モントゴメリーはカナダで数か所を占領した後、ケベック市攻略中に戦死した。憎まれたイギリスの総督に代わる命名だった。
1789年、モンゴメリー郡からオンタリオ郡が分離した。このときのオンタリオ郡は現在の領域よりもかなり広かった。現在のアリゲイニー郡、カタラウガス郡、シャトークア郡、エリー郡、ジェネシー郡、モンロー郡、ナイアガラ郡、オーリンズ郡、スチューベン郡、ワイオミング郡、イェーツ郡の全体と、スカイラー郡、ウェイン郡の一部が含まれていた。
1791年に行われたマコーム買収では、現在のジェファーソン郡もその中に入っていた。
1791年、モンゴメリー郡からハーキマー郡が、タイオガ郡とオチゴ郡と共に分離した。1794年、ハーキマー郡からオノンダガ郡が分離して設立された。このオノンダガ郡でもまだ広く、現在のカユガ郡、コートランド郡およびオスウェゴ郡の一部が含まれていた。
1798年、オナイダ郡がハーキマー郡から分離して設立された。当時は現在のジェファーソン郡、ルイス郡およびオスウェゴ郡の一部が含まれていた。
1805年、ジェファーソン郡がオナイダ郡から分離して設立された。1817年、米英戦争のときにイギリス軍が占領したカールトン島がジェファーソン郡に付設された。

## 地理
ジェファーソン郡ニューヨーク州北西部にあり、オンタリオ湖からセントローレンス川に出ていく場所にある。ここにはサウザンド諸島があり、カナダ＝アメリカ合衆国国境で分かれている。シラキュース市の北東、ユーティカ市の北西に位置している。
ブラック川がオンタリオ湖に注いでおり、郡内の重要な水路である。タグヒル台地の一部が郡南部に掛かっている。
郡内にはセントローレンス川にある諸島も含まれ、その中にはカールトン島、グラインドストーン島、ウェレズリー島のような大きなものもある。
アメリカ合衆国国勢調査局に拠れば、郡域全面積は1,857平方マイル (4,809.6 km2)であり、このうち陸地1,272平方マイル (3,294.5 km2)、水域は585平方マイル (1,515.1 km2)で水域率は31.49%である。

### 主要高規格道路
- 州間高速道路81号線
- アメリカ国道11号線
- ニューヨーク州道3号線
- ニューヨーク州道3A号線
- ニューヨーク州道12号線
- ニューヨーク州道12E号線
- ニューヨーク州道26号線
- ニューヨーク州道37号線
- ニューヨーク州道180号線

### 隣接する郡
- セントローレンス郡 - 北東
- ルイス郡 - 南東
- オスウェゴ郡 - 南西
- カナダ、オンタリオ州リーズ・グレンビル連合郡 - 北
- カナダ、オンタリオ州フロンテナック郡 - 北西

## 郡政府
ジェファーソン郡の立法権は15人の議員で構成される議会に与えられている。議員は小選挙区から選出されている。現有議席は共和党13、民主党2である。

## 人口動態
以下は2000年国勢調査による人口統計データである。
| 基礎データ - 人口: 111,738人 - 世帯数: 40,068 世帯 - 家族数: 28,127 家族 - 人口密度: 34人/km2（88人/mi2） - 住居数: 54,070 軒 - 住居密度: 16軒/km2（42軒/mi2） 人種別人口構成 - 白人: 88.71% - アフリカン・アメリカン: 5.83% - ネイティブ・アメリカン: 0.53% - アジア人: 0.92% - 太平洋諸島系: 0.14% - その他の人種: 2.05% - 混血: 1.82% - ヒスパニック・ラテン系: 4.19% 先祖による構成 - アイルランド系：14.1% - ドイツ系：12.8% - イギリス系：11.3% - アメリカ人：10.6% - フランス系：8.5% - イタリア系：8.5% 言語による構成 - 英語：91.4% - スペイン語：2.0% - イタリア語：1.1% | 年齢別人口構成 - 18歳未満: 26.5% - 18-24歳: 11.8% - 25-44歳: 31.3% - 45-64歳: 19.1% - 65歳以上: 11.3% - 年齢の中央値: 32歳 - 性比（女性100人あたり男性の人口） - 総人口: 107.3 - 18歳以上: 108.5 世帯と家族（対世帯数） - 18歳未満の子供がいる: 37.2% - 結婚・同居している夫婦: 55.6% - 未婚・離婚・死別女性が世帯主: 10.4% - 非家族世帯: 29.8% - 単身世帯: 24.4% - 65歳以上の老人1人暮らし: 10.1% - 平均構成人数 - 世帯: 2.58人 - 家族: 3.07人 収入と家計 - 収入の中央値 - 世帯: 34,006米ドル - 家族: 39,296米ドル - 性別 - 男性: 28,727米ドル - 女性: 21,787米ドル - 人口1人あたり収入: 16,202米ドル - 貧困線以下 - 対人口: 13.3% - 対家族数: 10.0% - 18歳未満: 16.8% - 65歳以上: 9.2% |

## 都市と町
ジェファーソン郡で唯一の都市は、郡庁所在地のウォータータウン市である。
以下は2000年国勢調査による人口統計データである。
| - ウォータータウン市 - 郡庁所在地 - アダムズ町 - アダムズ村 - アダムズセンター - アレクサンドリア町 - アレクサンドリアベイ村 - アントワープ町 - アントワープ村 - ブラックリバー村 - ブラウンビル町 - ブラウンビル村 - カルシウム - ケープビンセント町 - ケープビンセント村 - カーシージ村 - チャンピオン町 - ショーモント村 - クレイトン町 - クレイトン村 | - デフェリート村 - デポービル - デクスター村 - エリスバーグ町 - エリスバーグ村 - エバンスミルズ村 - フェルツミルズ（ハムレット） - フィッシャーズランディング - フォートドラム（アメリカ軍基地、第10山岳師団が駐屯） - グレンパーク村 - グレートベンド - ヘンダーソン町 - ヘリングス村 - ハウンスフィールド町 - ラファージビル - ルレイ町 - ロレーヌ町 - ライム町 | - マンスビル村 - ナチュラルブリッジ - オーリンズ町 - パメリア町 - フィラデルフィア町 - フィラデルフィア村 - レッドウッド - ロッドマン町 - ラトランド町 - サケッツハーバー村 - テレサ町 - テレサ村 - スリーマイルベイ - ウォータータウン町 - ウェストカーシージ村 - ウィルナ町 - ワース町 |

## 教育
ジェファーソン・コミュニティカレッジがウォータータウンにあり、郡内の高等教育を担当している。